# San Simón Almolongas
San Simón Almolongas là một đô thị thuộc bang Oaxaca, México. Năm 2005, dân số của đô thị này là 1847 người.